# Pseudosybaris
Pseudosybaris là một chi bọ cánh cứng trong họ Meloidae.
Chi này được miêu tả khoa học năm 1982 bởi Saha.

## Các loài
Chi này gồm các loài:
- Pseudosybaris kempi Saha, 1982